# Archips grisea
Archips grisea es una especie de polilla del género Archips, tribu Archipini, familia Tortricidae. Fue descrita científicamente por Robinson en 1869.

## Descripción
La envergadura es de 27 milímetros. Longitud de las alas anteriores es de 7,5-9 milímetros en los machos y 8-11 milímetros en las hembras.

## Distribución
Se distribuye por Estados Unidos.